# موریسون ۲۴۱۰
سیارک ۲۴۱۰ (به انگلیسی: 2410 Morrison، نامگذاری:1981AF) دو هزار و چهارصد و دهمین سیارک کشف شده‌است که در ۳ ژانویه ۱۹۸۱ کشف شد.
قدر مطلق سیارک برابر ۱۳٫۰۰ است.